# Tacuhiko Kubo
Tacuhiko Kubo (japonsky: 久保 竜彦, * 18. červen 1976 v Čikuzen-mači (筑前町) (prefektura Fukuoka, okres Asakura) je bývalý japonský fotbalista.

## Reprezentace
Tacuhiko Kubo odehrál 32 reprezentačních utkání. S japonskou reprezentací se zúčastnil Mistrovství Asie ve fotbale 2000.

## Statistiky
| Japonsko | Japonsko | Japonsko |
| Roky     | Záp.     | Góly     |
| -------- | -------- | -------- |
| 1998     | 1        | 0        |
| 1999     | 1        | 0        |
| 2000     | 5        | 0        |
| 2001     | 2        | 0        |
| 2002     | 5        | 0        |
| 2003     | 3        | 2        |
| 2004     | 9        | 6        |
| 2005     | 0        | 0        |
| 2006     | 6        | 3        |
| Celkem   | 32       | 11       |